# Жмеринка (локомотивне депо)
Локомоти́вне депо́ «Жмеринка» (ТЧ-4) — одне з 9 основних локомотивних депо Південно-Західної залізниці. Розташоване на станції Жмеринка.

## Історичні відомості
Засноване 1870 року при будівництві залізниці Київ — Балта.
Локомотивне депо Жмеринка є виробничий підрозділ служби локомотивного господарства Регіональної Філії «Південно-Західна залізниця». Форма власності — загальнодержавна.
Загальна площа депо складає — 110834 м², контингент, який задіяний в експлуатації — 532 чол. В депо в наявності 23 виробничі структури. У 1975 році був освоєний ремонт тепловозів серії 2М62, 2М62У, М62 а у 1980 році освоїли ремонт тепловозів серії 2ТЕ116.
У 2017 році відкрито капсулу із посланнями, що закладена у листопаді 1967 року.

## Рухомий склад
В локомотивному депо Жмеринка експлуатуються:
- електровози серій ВЛ80к, ВЛ80т , ВЛ40У, ДС3, ЧС4, ЧС8;
- тепловози серій 2ТЕ116, М62, 2М62, 2М62У, ЧМЕ2, ЧМЕ3, ЧМЕЗТ, ЧМЕ3Е, ТГМ23Б;
- дизель-поїзд серії ДР1А;

Електропоїзди серії ЕР9М, ЕР9Е, ЕР9Т, ЕПЛ9Т, ЕД9М.

## Галерея

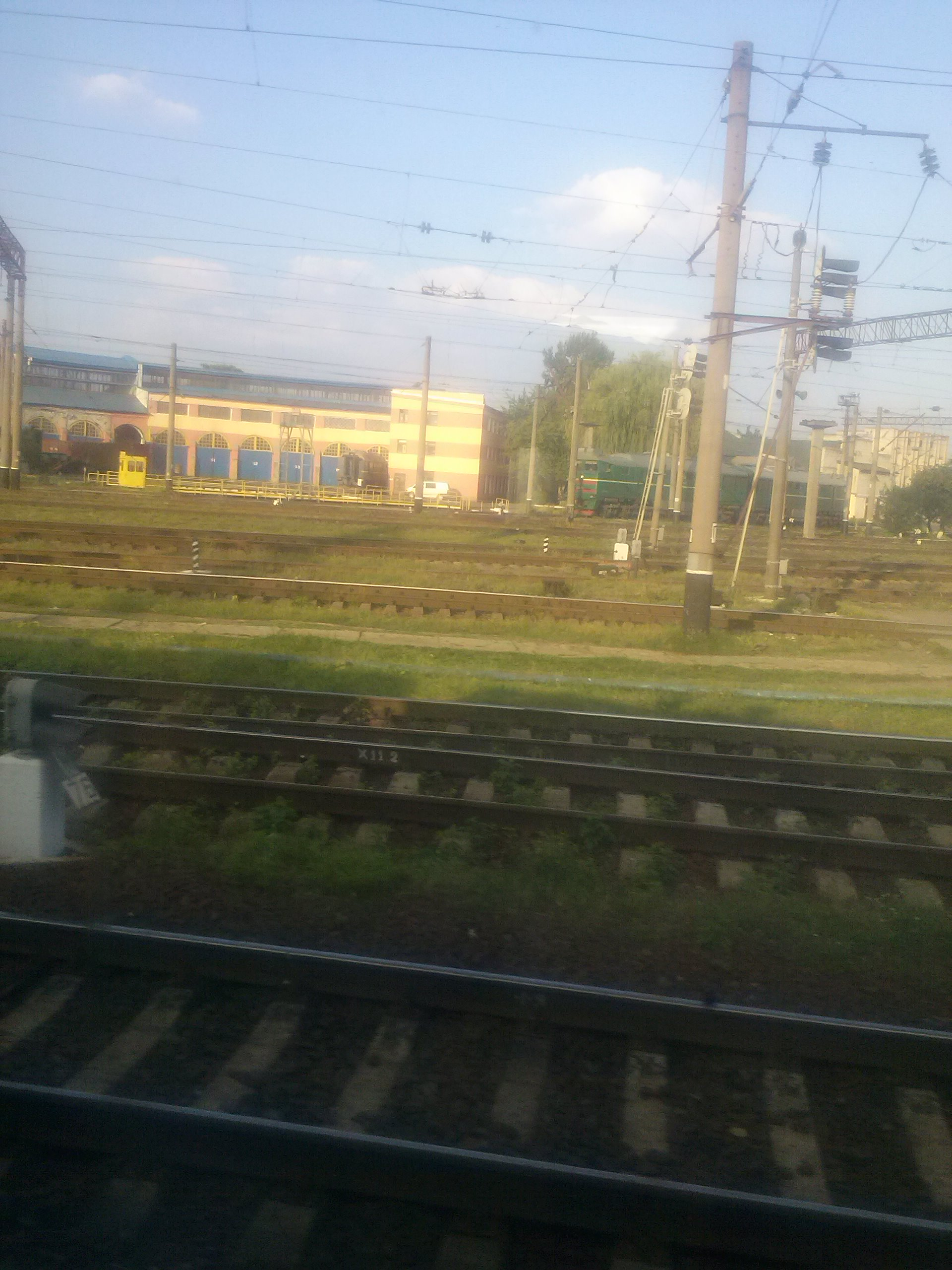
Локомотивне депо
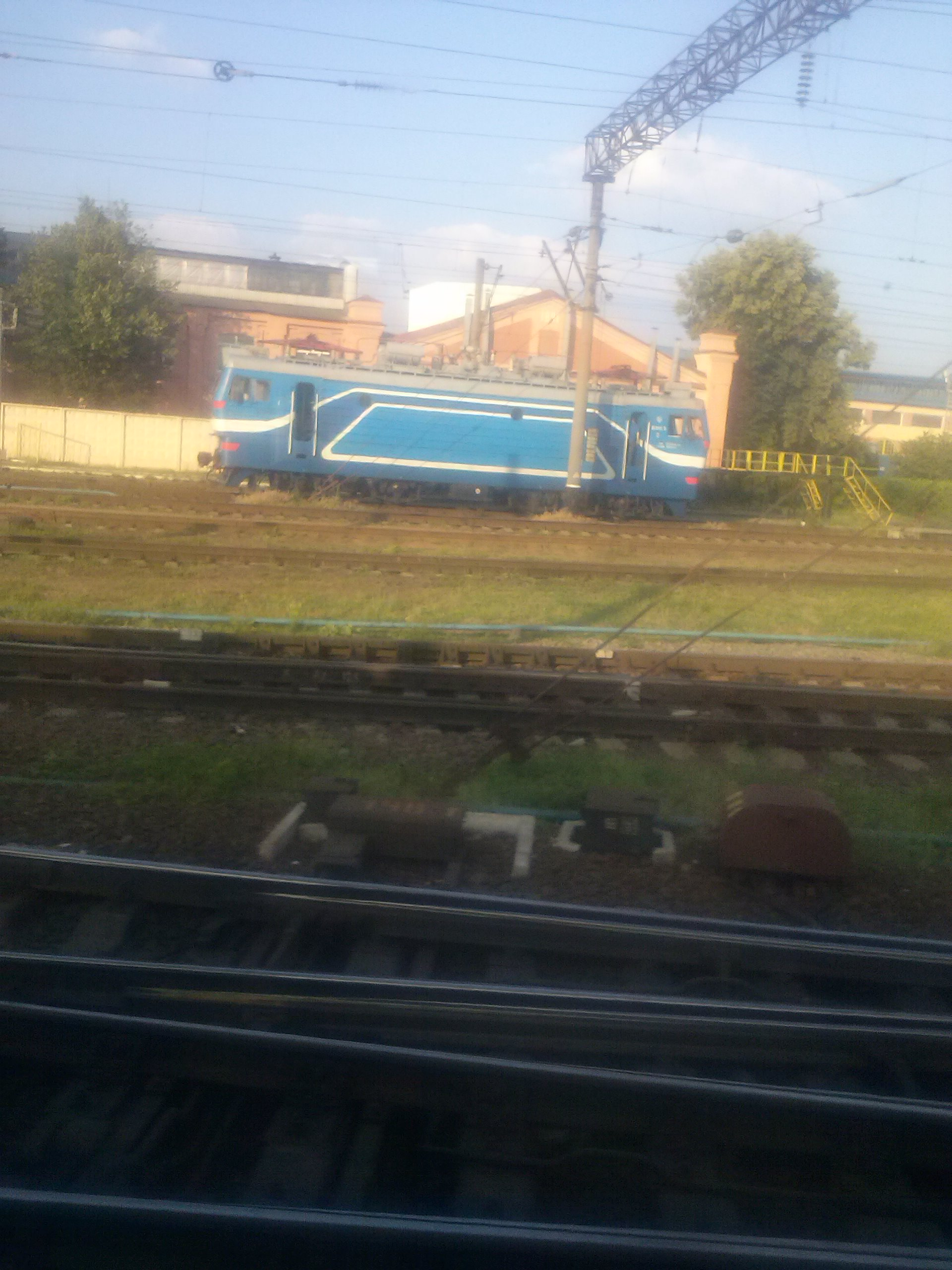
ВЛ40У
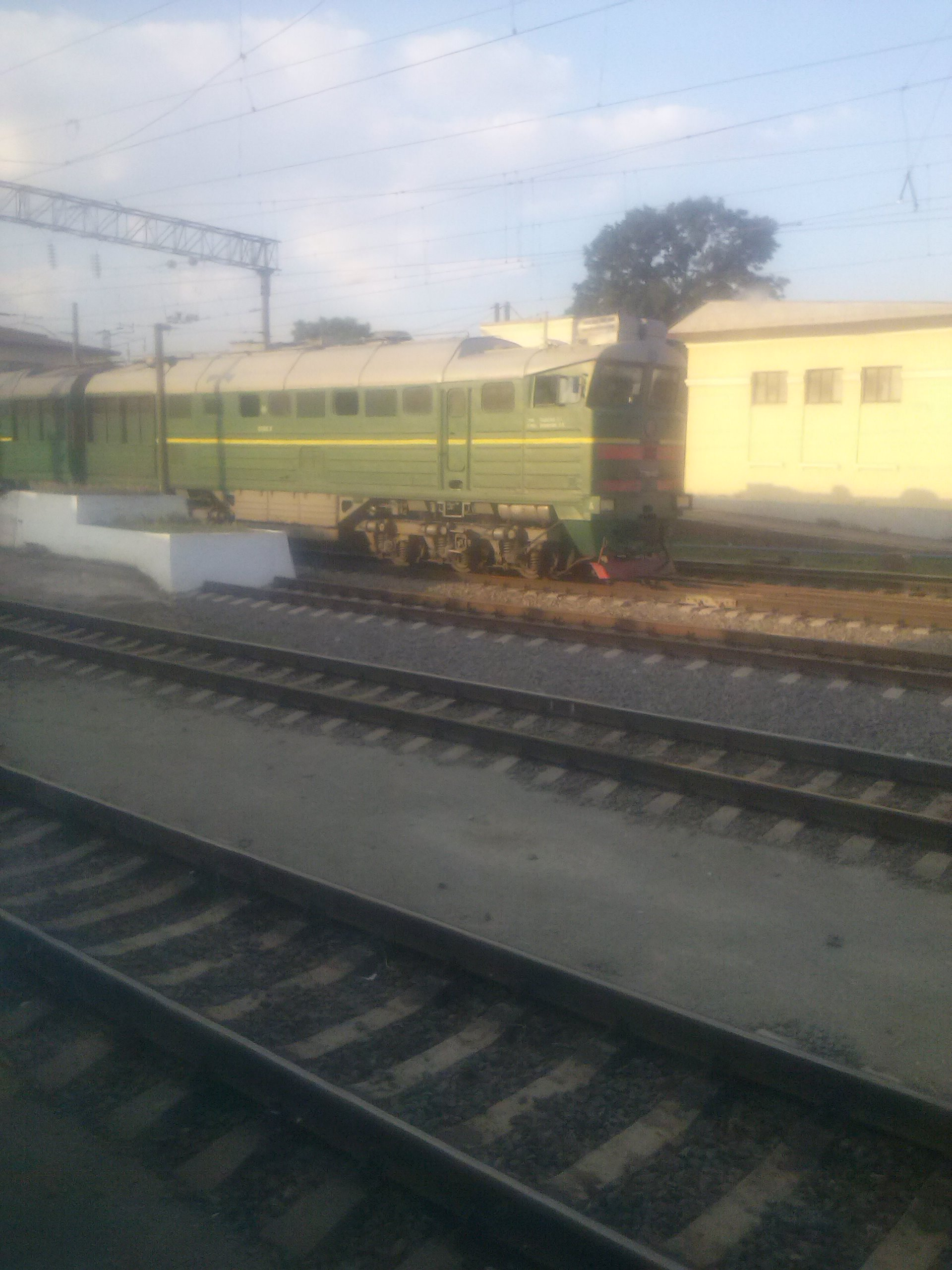
2ТЕ116-1435